# Киреев, Виктор Иванович
Ви́ктор Ива́нович Кире́ев (3 мая 1925, Перекопное, Саратовская губерния — 18 января 1994, Саратов) — сержант Рабоче-крестьянской Красной Армии, участник Великой Отечественной войны, Герой Советского Союза (1944).

## Биография
Родился 3 мая 1925 года в селе Перекопное (ныне — Ершовский район Саратовской области). После окончания семи классов школы работал слесарем в машинно-тракторной станции.
В декабре 1942 года был призван на службу в Рабоче-крестьянскую Красную Армию. В 1943 году окончил школу снайперов. С сентября 1943 года — на фронтах Великой Отечественной войны. Участвовал в боях на Воронежском и 1-м Украинском фронтах. К ноябрю 1943 года сержант Виктор Киреев командовал 57-миллиметровым орудием 386-го истребительно-противотанкового артиллерийского полка 9-го механизированного корпуса 3-й гвардейской танковой армии 1-го Украинского фронта. Отличился во время освобождения Житомирской области Украинской ССР.
7 ноября 1943 года к югу от Фастова расчёт под командованием Виктора Киреева подбил два немецких танка. 10 ноября в бою, несмотря на потери в своём расчёте, Киреев лично подбил пять вражеских танков, ещё несколько танков подбил его расчёт.
Представлен к награждению званием Героя Советского Союза за «отвагу и мужество, проявленные при отражении контратаки танков противника в районе города Фастова». Указом Президиума Верховного Совета СССР «О присвоении звания Героя Советского Союза офицерскому и сержантскому составу артиллерии Красной Армии» от 9 февраля 1944 года за «образцовое выполнение боевых заданий командования на фронте борьбы с немецкими захватчиками и проявленные при этом отвагу и геройство» с вручением ордена Ленина и медали «Золотая Звезда» за номером 7789.
После окончания войны был демобилизован. Проживал в Саратовской области. В 1947 году окончил Пугачёвскую школу полеводов и в 1952 году — Саратовскую областную партийную школу. В 1957—1966 годах Киреев руководил колхозом.
Позднее он переехал в Саратов, где работал на местном заводе приёмно-усилительных ламп.
Скончался 18 января 1994 года. Похоронен на кладбище села Емельяновка Краснопартизанского района, Саратовская область.

## Награды
Был также награждён орденом Отечественной войны 1-й степени и рядом медалей.

## Память
- Его именем названы школы в селе Перекопное Ершовского района Саратовской области и посёлка Римско-Корсаковка Краснопартизанского района Саратовской области. На зданиях этих школ расположены мемориальные таблички.
- Его имя высечено на мраморной плите на Аллея Героев в Парке Победы на Соколовой горе в Саратове.